# Šemrl
Šemrl je priimek več znanih Slovencev:
- Jožef Marija Šemrl (1754 - 1844), gradbenik, hidrotehnik, geodet/geometer
- Marjan Šemrl (*1954), šahist, velemojster dopisnega šaha
- Peter Šemrl (*1962), matematik, univ. prof.